# Baltic Open 2019 - Qualificazioni singolare
Le qualificazioni del singolare del Baltic Open 2019 sono state un torneo di tennis preliminare per accedere alla fase finale della manifestazione. Le vincitrici dell'ultimo turno sono entrate di diritto nel tabellone principale. In caso di ritiro di una o più giocatrici aventi diritto a queste sono subentrati le lucky loser, ossia le giocatrici che hanno perso nell'ultimo turno ma che avevano una classifica più alta rispetto alle altre partecipanti che avevano comunque perso nel turno finale.

## Teste di serie
1. Barbara Haas (qualificata)
2. Paula Ormaechea (qualificata)
3. Katarzyna Kawa (qualificata)
4. Nina Stojanović (qualificata)
5. Başak Eraydın (qualificata)
6. Valentina Ivakhnenko (qualificata)

1. Naiktha Bains (ultimo turno)
2. Isabella Shinikova (ultimo turno)
3. Ulrikke Eikeri (ultimo turno)
4. Julia Grabher (ultimo turno)
5. Harmony Tan (ultimo turno)
6. Marie Benoît (ultimo turno)

## Qualificate
1. Barbara Haas
2. Paula Ormaechea
3. Katarzyna Kawa

1. Nina Stojanović
2. Başak Eraydın
3. Valentina Ivakhnenko

## Tabellone

### Legenda
| - Q = Qualificato - WC = Wild card - LL = Lucky loser | - ALT = Alternate - SE = Special Exempt - PR = Protected Ranking | - w/o = Walkover - r = Ritirato - d = Squalificato |

### Sezione 1
|  | Primo turno | Primo turno     | Primo turno     | Primo turno | Primo turno |  |  | Ultimo turno | Ultimo turno  | Ultimo turno  | Ultimo turno | Ultimo turno |  |
|  |             |                 |                 |             |             |  |  |              |               |               |              |              |  |
|  | 1           | Barbara Haas    | Barbara Haas    | 6           | 6           |  |  |              |               |               |              |              |  |
|  |             | Francesca Jones | Francesca Jones | 2           | 2           |  |  | 1            | Barbara Haas  | Barbara Haas  | 6            | 6            |  |
|  | WC          | Kamilla Bartone | Kamilla Bartone | 63          | 3           |  |  | 10           | Julia Grabher | Julia Grabher | 0            | 4            |  |
|  | 10          | Julia Grabher   | Julia Grabher   | 7           | 6           |  |  |              |               |               |              |              |  |

### Sezione 2
|  | Primo turno | Primo turno        | Primo turno        | Primo turno | Primo turno |  |  | Ultimo turno | Ultimo turno       | Ultimo turno       | Ultimo turno | Ultimo turno |  |
|  |             |                    |                    |             |             |  |  |              |                    |                    |              |              |  |
|  | 2           | Paula Ormaechea    | 5                  | 6           | 6           |  |  |              |                    |                    |              |              |  |
|  |             | Dejana Radanović   | 7                  | 1           | 3           |  |  | 2            | Paula Ormaechea    | Paula Ormaechea    | 7            | 6            |  |
|  | WC          | Zoe Kruger         | Zoe Kruger         | 2           | 4           |  |  | 8            | Isabella Shinikova | Isabella Shinikova | 5            | 3            |  |
|  | 8           | Isabella Shinikova | Isabella Shinikova | 6           | 6           |  |  |              |                    |                    |              |              |  |

### Sezione 3
|  | Primo turno | Primo turno    | Primo turno | Primo turno | Primo turno |  |  | Ultimo turno | Ultimo turno   | Ultimo turno   | Ultimo turno | Ultimo turno |  |
|  |             |                |             |             |             |  |  |              |                |                |              |              |  |
|  | 3           | Katarzyna Kawa | 6           | 3           | 7           |  |  |              |                |                |              |              |  |
|  |             | Anna Danilina  | 4           | 6           | 65          |  |  | 3            | Katarzyna Kawa | Katarzyna Kawa | 6            | 6            |  |
|  |             | Andrea Gámiz   | 4           | 6           | 3           |  |  | 7            | Naiktha Bains  | Naiktha Bains  | 1            | 2            |  |
|  | 7           | Naiktha Bains  | 6           | 1           | 6           |  |  |              |                |                |              |              |  |

### Sezione 4
|  | Primo turno | Primo turno      | Primo turno      | Primo turno | Primo turno |  |  | Ultimo turno | Ultimo turno    | Ultimo turno    | Ultimo turno | Ultimo turno |  |
|  |             |                  |                  |             |             |  |  |              |                 |                 |              |              |  |
|  | 4           | Nina Stojanović  | Nina Stojanović  | 6           | 6           |  |  |              |                 |                 |              |              |  |
|  |             | Marina Melnikova | Marina Melnikova | 4           | 4           |  |  | 4            | Nina Stojanović | Nina Stojanović | 6            | 6            |  |
|  |             | Jasmin Jebawy    | Jasmin Jebawy    | 2           | 2           |  |  | 11           | Harmony Tan     | Harmony Tan     | 2            | 2            |  |
|  | 11          | Harmony Tan      | Harmony Tan      | 6           | 6           |  |  |              |                 |                 |              |              |  |

### Sezione 5
|  | Primo turno | Primo turno     | Primo turno     | Primo turno | Primo turno |  |  | Ultimo turno | Ultimo turno   | Ultimo turno | Ultimo turno | Ultimo turno |  |
|  |             |                 |                 |             |             |  |  |              |                |              |              |              |  |
|  | 5           | Başak Eraydın   | Başak Eraydın   | 6           | 6           |  |  |              |                |              |              |              |  |
|  | WC          | Ksenia Aleshina | Ksenia Aleshina | 1           | 0           |  |  | 5            | Başak Eraydın  | 6            | 4            | 7            |  |
|  |             | Daniela Vismane | 0               | 0           | r           |  |  | 9            | Ulrikke Eikeri | 3            | 6            | 64           |  |
|  | 9           | Ulrikke Eikeri  | 6               | 3           |             |  |  |              |                |              |              |              |  |

### Sezione 6
|  | Primo turno | Primo turno          | Primo turno          | Primo turno | Primo turno |  |  | Ultimo turno | Ultimo turno         | Ultimo turno | Ultimo turno | Ultimo turno |  |
|  |             |                      |                      |             |             |  |  |              |                      |              |              |              |  |
|  | 6           | Valentina Ivakhnenko | Valentina Ivakhnenko | 6           | 6           |  |  |              |                      |              |              |              |  |
|  | WC          | Galina Voskoboeva    | Galina Voskoboeva    | 1           | 2           |  |  | 6            | Valentina Ivakhnenko | 6            | 4            | 6            |  |
|  |             | Akgul Amanmuradova   | Akgul Amanmuradova   | 5           | 2           |  |  | 12           | Marie Benoît         | 4            | 6            | 4            |  |
|  | 12          | Marie Benoît         | Marie Benoît         | 7           | 6           |  |  |              |                      |              |              |              |  |